# O Despertar dos Mágicos
O Despertar dos Mágicos (no original francês, Le Matin des magiciens) é um livro escrito em 1960 por Louis Pauwels e Jacques Bergier, segundo os autores uma introdução ao realismo fantástico.

## Apresentação
Este livro, de 500 páginas na sua edição original, é apresentado como uma narrativa, ora verdadeira ora lendária, dedicada ao tema "áreas de conhecimento pouco explorado" nas fronteiras da ciência e da tradição.
O seu conteúdo abrange temas tão diversos como a alquimia, sociedades secretas, civilizações perdidas, o estranho, as religiões e as ciências ocultas ou esotéricas, com base em provas antigas (como o Mar Morto), livros de pesquisa de autores reconhecidos ou não, revistas e livros sobre ficção científica ou literatura de fantasia.

## Principais temas e organização do livro
O tema central deste livro é baseado na ideia de que muitos conhecimentos científicos e técnicos, alguns dos quais de civilizações extraterrestres, foram mantidos em segredo durante longos períodos da história, e de que o homem é convidado a se tornar um super-homem. Para os autores, a fantasia não é "a ocorrência do impossível", mas "uma manifestação das leis naturais" quando os acontecimentos não são "filtrados através do véu do sono intelectual, pelos hábitos e preconceitos do conformismo".
O Despertar dos Mágicos é composto por três partes:
- "O futuro anterior", que critica o positivismo do século XIX, evoca a ideia de uma "sociedade internacional e secreta, constituída por homens intelectualmente muito avançados", e aborda os temas das civilizações perdidas e da alquimia.
- "Há alguns anos, noutro lugar absoluto", que visa demonstrar as origens ocultas do nazismo e a sua contribuição esotérica para as teorias científicas, dando um exemplo de aplicação dos métodos do realismo fantástico. Fala longamente sobre a teoria da Terra oca.
- "O Homem é Infinito", dedicado às capacidades mentais do homem, à parapsicologia, à telepatia, ao espírito "mágico" e aos "mutantes".

## Autores
Este projecto tem a sua origem no encontro entre o jornalista e escritor Louis Pauwels, que já havia publicado um livro sobre Gurdjieff e o engenheiro químico Jacques Bergier, apaixonado por todo o tipo de mistérios.
O prefácio é de Charles Hoy Fort, um escritor americano sobre investigações de fenómenos inexplicáveis.

## O livro
Este projecto literário foi desenvolvido durante cinco anos, baseado em extensa documentação (inventariada em 2007 na Biblioteca Nacional da França no "Fundo Pauwels").
O seu objetivo é intrigar o público: "(...) pouco importa se este livro levanta algumas questões, e, em certa medida, se prepara pistas para uma investigação mais ampla".
Ligados a alguns cientistas "marginais" (segundo os racionalistas), os autores continuaram com o Movimento, apelidado de "realismo fantástico", nomeadamente com as publicações da revista Planeta (1961 até 1972).
Este livro é um fenómeno sociológico, não negligenciável, uma vez que causou, num país que alguns consideram cartesiano, a França, a moda considerável para a imaginação, para o irracional e para o estranho.

## Curiosidades
O grupo francês de rock progressivo Martin Circus inspirou-se nesta obra para compor a canção intitulada "O Despertar dos Mágicos" (Le matin des magiciens) em 1969.
Jorge Ben gravou em 1975, no disco "Solta o Pavão", a canção "Luz Polarizada", parcialmente baseada no livro.